# Худоволя (Мазовецьке воєводство)
Худоволя (пол. Chudowola) — село в Польщі, у гміні Груєць Груєцького повіту Мазовецького воєводства.
Населення — 39 осіб (2011).
У 1975-1998 роках село належало до Радомського воєводства.

## Демографія
Демографічна структура станом на 31 березня 2011 року:
|          | Загалом | Допрацездатний вік | Працездатний вік | Постпрацездатний вік |
| -------- | ------- | ------------------ | ---------------- | -------------------- |
| Чоловіки | 21      | 2                  | 17               | 2                    |
| Жінки    | 18      | 3                  | 9                | 6                    |
| Разом    | 39      | 5                  | 26               | 8                    |